# Obiteljski radio
Obiteljski radio je naziv za bivšu zagrebačku privatnu radijsku postaju koja je svoj program emitirala od 21. ožujka 1996. do 14. svibnja 2008. na županijskoj razini Zagrebačke županije (prema koncesiji). Unatoč koncesiji, Obiteljski radio je svoj program emitirao i šire zahvaljujući sljemenskom odašiljaču preko kojeg je emitirao svoj program.
Obiteljski radio bio je jedna od najpopularnijih komercijalnih radijska postaja u Zagrebu i Zagrebačkoj županiji. Njegov je vlasnik bio poduzetnik Juraj Hrvačić. Radijski je program emitiran 24 sata dnevno. Radio je u prosjeku proizvodio 20% informativnog, 20% marketinškog, te oko 50 % zabavnog i glazbenog programa.
Marketing je bio jedini izvor sredstava Radija, a reklame na Obiteljskom radiju su prema zapaženosti zauzimale vodeće mjesto. Od početka emitiranja Obiteljski je radio bio prvi ili u samom vrhu najslušanijih radijskih postaja na području koje je pokrivao.
Tehnika Obiteljskog radija osiguravala je pripremu, obradu i emitiranje programa u cijelosti u digitalnom obliku. Software za emitiranje programa Fireplay, zajednički je proizveden uz pomoć domaćih stručnjaka i Obiteljskog radija.
Osim dnevnog ritma i zahtjeva slušatelja u 24-satnom izravnom kontaktu s njima, smjernice za programske sadržaje Obiteljski radio crpio je i iz istraživanja javnog mijenja.

## Program
Program se temeljio na dnevnim analizama rezultata slušanosti koje su za Obiteljski radio izrađivale nezavisne agencije za istraživanje tržišta.
Programski formati u pravilu su bili svođeni na maksimalno trominutne blokove s obveznim glazbenim brojem između dviju programskih intervencija. Omjer emitiranja strane i domaće glazbe bio je 1:5 u korist strane glazbe.
Takav program u kratkom je roku privukao značajan broj novih slušatelja. Posljednja novina u programu Obiteljskog radija bila je širenje programa uvođenjem dva nivoa programske ponude. U tri dvosatna bloka : 05.00 - 07.00, 09.00 - 11.00 i 13.00 - 15.00 program je pokrivao nacionalne sadržaje Totalnog radija, a u ostalim blokovima sve do 17.00 sati program je usmjeren na gradske teme kroz City radio.
Nakon središnjih dnevnih vijesti u 17.00 sati iz dana u dan u večernjim terminima na frekvenciji 89,7 MHz-a emitirane su različite glazbene emisije.
Vikend program do ranopopodnevnih sati se sastojao od emitiranja događanja i zanimljivosti tog dana, dok je poslijepodnevni program bio posvećen sportskim sadržajima.
Nedjelja je nudila još dva zanimljiva sadržaja: od 18.00 do 19.00 sati top listu HrTop20, a od 20.00 sati Klasičnu noć zagrebačkih šišmiša. Klasična glazba na frekvenciji Obiteljskog radija bila je posebnost za sebe. Obiteljski radio bio je jedina privatna komercijalna radijska postaja koja je u svom programu nudila i klasičnu glazbu te time uz program zadržavala i vrlo specifičnu slušateljsku publiku.

## Prestanak emitiranja
Obiteljski Radio je službeno prestao s emitiranjem 14. svibnja u 06:00 sati. Radio je promijenio cijelu programsku shemu, te je s emitiranjem na istim frekvencijama krenuo pod novim imenom - Antena Zagreb. Takva je promjena bila rezultat nove programske politike koju je potaknuo Juraj Hrvačić, vlasnik Obiteljskog radija, odnosno Antene Zagreb, Narodnog Radija, privatne medijske agencije Media Servis te zagrebačke televizije Z1.

## Vanjska poveznice
Antena Zagreb - službene stranice (hrvatski)